# フォード・プーマ ラリー1
フォード・プーマ ラリー1（Ford Puma Rally1）は、Mスポーツ・フォードが2022年から世界ラリー選手権（WRC）に投入しているラリーカー。

## 概要
2022年に施行された「ラリー1」規定に沿って開発されており、WRカーからは共通ハイブリッドシステムの搭載、トランスミッションの5速化・シーケンシャルシフト化、アクティブセンターデフの廃止などといった変更が行われている。エンジンは先代フィエスタWRC同様、直列4気筒1.6Lターボの「GRE」が継続される。
ベース車両はクロスオーバーSUVとなったフォード・プーマだが、ラリー1規定により市販車に由来しないパイプフレームボディを用いてのスケーリング（縮尺）を行っており、シルエットはコンパクトカーをベースとする他社とほぼ同じとなっている。なおプーマは先代のクーペボディ時代にも、F2やスーパー1600規定車両としてWRCに参戦していたことがある。
外観はプーマだが設計思想はフィエスタWRCのものを受け継いでおり、テスト車両でもフィエスタの外観が用いられた。

## 活動

### 2022年
ヒョンデで好成績を残していた中堅のクレイグ・ブリーンを2年契約で加入させることに成功。彼と若きガス・グリーンスミスの2枚看板体制となる。3台目はテーム・スニネンが放出され、生けるレジェンドと呼べるセバスチャン・ローブが加入。そして前年同様、若手のアドリアン・フルモーがシートをシェアする形となった。ハイブリッド規定の採用によりフォードからの支援金は増額されたものの、依然としてセミワークス体制で資金力の劣るMスポーツはシビアな「選択と集中」により、いち早く同車の開発・公開を行っていた。
開幕戦ラリー・モンテカルロではこの起用策がズバリと当たり、ローブが優勝、ブリーンが3位で1-3フィニッシュ、同チームとしては2018年以来となる優勝・選手権暫定首位をマークした。プーマはパイプフレームの採用によりハンドリング性能が著しく向上しており、ローブはシェイクダウンからフィニッシュまで、ダンパーの減衰、スプリング、アンチロールバーなどのセッティングを一切変える必要がなかったという。
しかしそれ以降はブリーンが第5戦イタリアで2位表彰台を獲得したに留まり、ドライバーズランキングでは彼の7位が最高位であった。アクロポリス・ラリーではDay2終了時点でローブが1番手、マニュファクチャラーズポイントノミネート外のセカンドチームとして参戦のピエール＝ルイ・ルーベが2番手につけて復活の兆しを見せたが、マシントラブルでいずれもリタイアした。
十分な開発期間とリソースを確保していたため、マシンのポテンシャルはトヨタ・GRヤリス ラリー1に匹敵すると見られているが、レギュラードライバーの実力差に加えて信頼性でも一歩譲る形となってしまっている。またライバル勢が調子を掴み始めて後半戦に入るとセッティングにも悩まされるようになり、リタイア無しでも他のマニュファクチャラー勢最後尾より順位が下というイベントも珍しくなくなった。

### 2023年
前年のレギュラー陣は全員がチームを離脱。代わりにヒョンデを電撃脱退した元王者のオイット・タナクが、2017年以来6年ぶりにエースとしてチームに復帰した。また前年ルーキーながら最高4位に入る好走を見せたルーベがセカンドドライバーとしてフル参戦で、基本的には2台体制でのエントリーとなる。マシンカラーリングは紫から青へ変わった。
第2戦スウェーデンでタナクが早くも移籍後初優勝を飾った。